# Despertar (Letònia)
Despertar per Letònia (en letó Atmoda Latvijai), abreviat Despertar, és un partit polític d'ideologia conservador i populista de Letònia. Fundat com "Per Letònia des del Cor" (No sirds Latvijai) el 5 de maig 2014, el seu líder era Inguna Sudraba. Va aconseguir set diputats per a la Saeima el 2014, que no van mantenir a les següents eleccions.
Al febrer de 2019 van modificar el nom de partit a Despertar, fusionant-se poc després amb un altre partit minoritari per formar l'actual forma, Despertar per Letònia.

## Resultats electorals

### Eleccions al Saeima
| Any  | Líder             | Vots              | %                 | Escons            | +/–               | Govern            |
| ---- | ----------------- | ----------------- | ----------------- | ----------------- | ----------------- | ----------------- |
| 2014 | Inguna Sudraba    | 62.521            | 6,85 (6è)         | 8 / 100           |                   | Oposició          |
| 2018 | Inguna Sudraba    | 7,114             | 0.85 (#11)        | 0 / 100           | 8                 | Extraparlamentari |
| 2022 | No van participar | No van participar | No van participar | No van participar | No van participar | No van participar |

### Eleccions europees
| Any  | Líder          | Vots  | %    | Escons | +/- |
| ---- | -------------- | ----- | ---- | ------ | --- |
| 2019 | Inguna Sudraba | 2.242 | 0,48 | 0 / 8  | Nou |